# Izposojenka
Izposójenka ali sposójenka je prevzeta občnoimenska beseda, ki je popolnoma prilagojena slovenščini v izgovorjavi, pisavi, pregibanju, skladnji in besedotvornih zmožnostih. Izposojenke so knjižne in slogovno nezaznamovane besede. Slovenščina je v preteklosti prevzela veliko izposojenk iz nemščine, npr. štala, hiša, ohrovt, regrat, skedenj, škoda, birma, ki so povsem prilagojene njenim jezikovnosistemskim lastnostim in kot take organski del njenega besedišča. Pogoste so tudi izposojenke iz drugih slovanskih jezikov, vendar pri njih tuj izvor zaradi slovanskega jezikovnega sorodstva ni tako očiten (na primer hrvatizmi smatrati, izven, otvoritev, rusizem točka, polonizem vpliv).
Tujke za razliko od izposojenk niso povsem prilagojene slovenščini (zlasti ne v pisavi, manj v izgovoru in pregibanju). Anton Breznik za izposojenke šteje besede, ki jih je ljudstvo prevzelo iz stika s tujejezičnimi, tujke pa so po njegovem zlasti zahodne od izobraženstva prevzete besede.